# Линчуване
Линчуването (на английски: Lynching) е наказание, наложено от неформална група, а не от редовен съд. Най-често става дума за публична екзекуция, обикновено чрез обесване, извършена от тълпа, целяща да накаже предполагаем престъпник или да сплаши малцинствена група.